# Miskarp

Miskarp är en gård i Mjölby socken, Mjölby kommun, Östergötlands län, tillhörde tidigare Sörby socken. Gården bestod av 1⁄2 mantal och var ett augment.
Gården nämns i 1654 års mantalslängd. På gården fanns ett soldattorp.

## Miskarps gård

### Brukare av gården
- 1695 Jöns
- 1703-1710 Anders
- 1712-1717 Lars
- 1721-1722 Swen
- 1740-1741 Ryttaren Abraham Turman
- 1742-1746 Sven Bengtsson
- 1747-1748 Per Svensson
- 1751 Maria
- 1749-1751 Nils Andersson
- 1753-1758 Per Jonsson
- 1759 Måns Persson och Jonas Persson i Mathem
- 1761 Jonas
- 1771 Måns Jonsson
- 1784 Jonas Lindblad
- 1785 Lars Ericsson
- 1786-1793 Jonas Nilsson
- 1794-1795 Kvartermästare Nils Leonbom
- 1797-1808 Bonden Jöns Månsson (1760-)
- Bonden Lars Nilsson (1767-)

## Soldattorp (131)
Soldattorpet på miskarp tillhörde Primier Majorens kompani och var nr 131 inom kompaniet.

### Soldater vid torpet
- 1693-1694 Håkan Hemmingsson Söderman
- 1703-1709 Anders
- 1710 Harald
- 1711-1715 Swen Oxn
- 1718-1719 Vakant
- 1721-1727 Johan Andersson Söderbom
- 1727-1740 Anders Håkansson Söderman
- 1758-1759 Tomas Söderman (-1759)
- 1759-1761 Vakant
- 1767-1768 Rustmästare Carl Adolf von Rohr (1744-1825) [3]
- 1768-1773 Vakant
- 1775-1798 Samuel Karpman (Karp) (-1798)
- 1799-1809 Livgrenadier Anders Hultgren (1773-)
- 1809- Livgrenadier Fredrik Stenholm (1787-)

### Fotnoter
1. ↑  ”Arkiverade kopian”. Arkiverad från originalet den 21 augusti 2016. https://web.archive.org/web/20160821231333/http://vifolka.se/vifolka-harad/vifolka-harads-socknar/sorby.html. Läst 18 juni 2016.
2. ↑  https://sok.riksarkivet.se/bildvisning/A0005847_00070?beta=true#?s=0&cv=69&c=0&m=0&z=0.2271%2C0.0722%2C0.8446%2C0.6521
3. ↑  https://www.adelsvapen.com/genealogi/Von_Rohr_nr_807